# Radzivon Miskevič
Radzivon Valer'evič Miskevič (in bielorusso Радзівон Валер’евіч Міскевіч?; 22 aprile 1995) è un pallavolista bielorusso, opposto del Develi.

## Carriera

### Club
La carriera di Radzivon Miskevič comincia nella stagione 2013-14 quando entra a far parte del Budaŭnik Minsk, club militante nella Vysšaja Liha con il quale resta per tre annate aggiudicandosi tre scudetti consecutivi. Nella stagione 2016-17 viene ingaggiato dall'Argos di Sora, nella Serie A1 italiana, mentre nella stagione seguente approda all'Ural, nella Superliga russa, dove milita per due annate.
Nel campionato 2019-20 fa ritorno al club laziale, in Superlega, mentre nel campionato seguente veste la maglia del Gazprom-Jugra, nuovamente nella massima divisione russa; tuttavia, a metà annata, si trasferisce ai turchi del Solhan, in Efeler Ligi, restandovi anche nel campionato 2021-22. Continua la sua esperienza nella massima divisione turca anche nella stagione 2022-23, nel corso della quale difende prima i colori dell'Hatay BB e poi del Develi.

### Nazionale
Nel 2013 fa parte della nazionale Under-19 bielorussa.
Nel 2013 ottiene le prime convocazioni in nazionale maggiore, con la quale in seguito si aggiudica la medaglia d'argento all'European Silver League 2018; nel 2019 vince un altro argento all'European Golden League e il bronzo alla Volleyball Challenger Cup.

## Palmarès

### Club
- Campionato bielorusso: 3

2013-14, 2014-15, 2015-16

### Nazionale (competizioni minori)
- European Silver League 2018
- European Golden League 2019
- Volleyball Challenger Cup 2019

### Premi individuali
- 2017 - Superlega: Miglior attaccante[5]